# Davide Balula
Davide Balula est un artiste plasticien et musicien, né en 1978 à Annecy (Haute-Savoie, France).

## Biographie
Davide Balula est né en 1978 à Annecy,.
Davide Balula a étudié la musique contemporaine au conservatoire de musique et de danse d'Annecy, les arts plastiques à l'École d'Art d'Annecy ainsi qu'aux Arts décoratifs de Strasbourg et à l'ENSAPC.
Il est représenté par la galerie Frank Elbaz à Paris.

## Œuvres
Son travail peut prendre des formes très diverses : peinture, sculpture, cocktail, installation, performance... Il collabore régulièrement avec des restaurateurs, des danseurs ou des musiciens (Biba Bell, Jonathan Bailey, Jesse Peterson, Section Amour[réf. souhaitée], Labranisch}...) lors de performances et concerts d'improvisations musicales afin de ré-interpréter certaines œuvres ou certaines expériences sensorielles mises en œuvre dans ses expositions.
Quelques œuvres :
- Niagara falls and cranberry leaves, 2011 est une boisson diurétique réalisée à partir d'eau récoltée sur le site des Chutes du Niagara.
- Burried paintings, 2010 est une série de peintures réalisée à l'aide de toiles enterrées par l'artiste et retendues sur châssis.
- River paintings, 2009 est une série de peintures dont les toiles ont été déposées au fond de différentes rivières afin de récupérer des sédiments et autres empreintes naturelles.
- Toe, Tap, Stomp, Step, Stamp, Spank, Snap, Slide, Shuffle, Shim-Sham, Scuff, Riffle, Pick, Leep, Hop, Heel, Flap, Dig, Click, Clap, Chug, Brush. Wing., 2009 est une performance de claquettes dansée par Con O’Shea-Creal et C.K. Edwards afin de détruire l'installation American Wallnut composée d'un parquet modifié et installé dans la galerie Fake Estate à New York.
- Fever, 2008 est un petit labyrinthe qui enchaîne un espace refroidi à -10 °C avec un espace chauffé à 40 °C, produisant ainsi un choc thermique sur le visiteur de l'exposition.
- Dust, 2008 est une installation qui montre à travers une fenêtre la poussière récoltée durant l'exposition, flottant dans l'air et visible grâce à un faisceau de lumière.
- I can't rembember the speed of the blast. 2008 est une installation composée de résidus d'explosifs et d'un acouphène de synthèse.
- The underwater tones. The ice blows. 2007 est une série de sculptures sur glaces sculptées en forme d'éclaboussures qui flottent à la surface de l'eau et se décomposent au ralenti. Lors de la présentation au public un cocktail sonore composé de cristaux de CO2 était offert aux visiteurs.
- Free Hand Second Chance, 2007 est une performance où l'artiste a invité une association pour le don d'organes. Les visiteurs de l'exposition étaient invités à revendre à l'avance et à bas prix leurs organes d'occasion.
- Rinse your eyes behind, 2005 est une station de lavage d'yeux placée à l'entrée de l'exposition[5].
- 50m gsm hole for a pigeon location, 2005 est un brouilleur de téléphone portable qui se déclenche suivant des roucoulements de pigeons.

## Discographie
- Solide Ha, 2003 (Active Suspension)
- Pellicule, 2003 (Active Suspension)
- Labranisch, Confort Ep, 2006 avec O.Lamm et Domotic (Confort Moderne/Lappareil)
- Section Amour, Nuits Blanches à Amiens, 2006
- Section Amour, Ososphère, 2006
- Section Amour, Mains d'Œuvres, 2006
- Section Amour, Fondation Cartier, 2005
- Section Amour, Consortium, 2005
- Section Amour, Halles de Schaerbeek, 2004
- Section Amour, Vooruit Art Center, 2004
- Let's Kiss and Make Up, 2009 (Tsunami Addiction), v/a
- Sound Postcards, 2008 (The Bookmakers ed), v/a
- Pink, 2007 (Uovo), v/a
- Sonic Scope, 2004 (Grain of Sound), v/a
- Boyz Revenge, 2003 (Tsunami Addiction), v/a
- AS at Vooruit, 2003 (Active Suspension), v/a
- Active Suspension vs Clapping Music, 2002 (Active Suspension), v/a

## Exposition
- 2007, Frank Elbaz, Paris[1]